# Trägersubstanz
Eine Trägersubstanz (Trägerstoff) ist eine Substanz, an die andere Substanzen angelagert (physikalisch gebunden) werden können, die also andere Stoffe „tragen“ kann. Beispielsweise kann ein pharmazeutischer Wirkstoff oder ein Aromastoff, der sich sonst nur schwer dosieren lässt, an einen leichter zu dosierenden Trägerstoff gebunden werden.
In der Lebensmittelindustrie sind Trägersubstanzen von großer Bedeutung, besonders in der Herstellung von Fertiggerichten. Aromen werden durch sie in die Produkte transportiert, dabei wird in der Regel das Aussehen und der Geschmack eines Lebensmittels nicht durch die Trägersubstanz selbst verändert. Sie gelten deswegen als technische Hilfsstoffe und müssen nicht in der Zutatenliste gekennzeichnet werden, da sie selbst im Endprodukt keine Wirkung entfalten. Beispiele für Trägersubstanzen sind Kaliumacetat, Natriumacetat und Calciumacetat.
In der Homöopathie werden Trägersubstanzen als Arzneiträger bezeichnet. Arzneiträger sind beispielsweise Stärke und Maltodextrin.